# Allophylus hymenocalyx
Allophylus hymenocalyx är en kinesträdsväxtart som beskrevs av Ludwig Radlkofer. Allophylus hymenocalyx ingår i släktet Allophylus och familjen kinesträdsväxter. Inga underarter finns listade i Catalogue of Life.